# Pasaporte catarí
El Pasaporte catarí (en árabe: جواز السفر القطري‎) es un pasaporte emitido a los ciudadanos de Catar para viajes internacionales.

## Requisitos de visado
En 2016, los ciudadanos cataríes tenían acceso sin visado o visado a la llegada a 79 países y territorios, lo que clasificó el pasaporte de Catar en el puesto 60 mundial según el Índice de restricciones de visa, Los ciudadanos de Catar pueden ingresar a algunos de los Estados miembros CCG. Antes de 2017, estaban permitidos en todos.

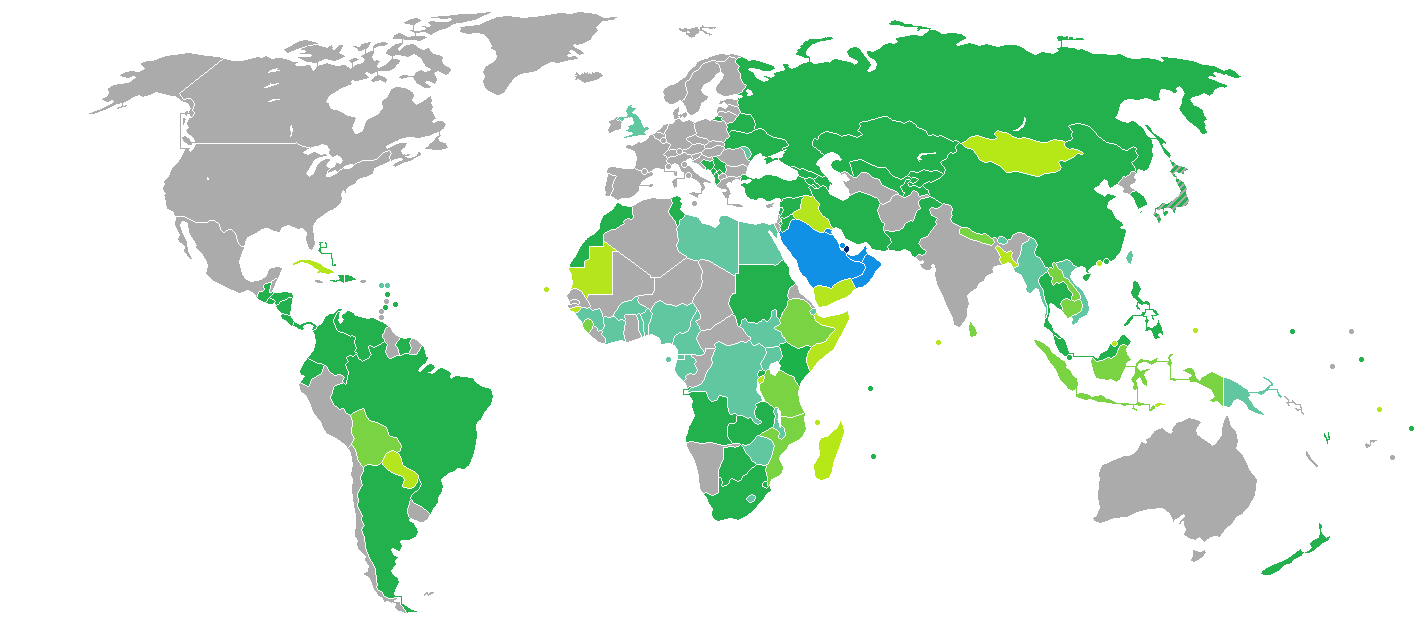
Países y territorios con entrada sin visado y visado para poseedores de pasaportes cataríes regulares.
Catar
Acceso libre de Visa
Visa a la llegada
Visa en línea
Visa disponible tanto a la llegada como en línea
Visa Requerida
Admisión rechazada